# حركة هايستا الشعبية
حركة هايستا الشعبية (بالإسبانية: Movimiento de Bases Hayistas) كانت مجموعة منشقة عن حزب أبريستا بيرو الذي تأسس عام 1980. ادعى الحزب، بقيادة أندريس تاونسند وفرانسيسكو دييز كانسيكو تافارا، أنه الوريث الحقيقي لإيديولوجية فيكتور راؤول هايا دي لا توري، حيث سارع الحزب الرسمي إلى أجندة أكثر شعبية بقيادة أرماندو فيلانويفا (الذي خسر عام 1980 الانتخابات العامة لصالح فرناندو بيلاندي) وآلن غارسيا، مع فوز الأخير بالرئاسة في عام 1985.
بالنسبة للانتخابات العامة لعام 1985، توصل تاونسند والحزب إلى اتفاق مع حزب الشعب المسيحي من أجل الترشح لتحالف اسمه التقارب الديمقراطي. فاز المرشح الرئاسي للائتلاف، لويس بيدويا رييس، بنسبة 11.9٪ من الأصوات الشعبية، واحتل المركز الثالث.